# Bangladesh Journal of Pharmacology
Das Bangladesh Journal of Pharmacology, abgekürzt Bangladesh J. Pharmacol., ist eine wissenschaftliche Fachzeitschrift, die von der Pharmakologischen Gesellschaft Bangladesch veröffentlicht wird. Die Zeitschrift erscheint mit vier Ausgaben im Jahr und liegt Open Access vor. Es werden Arbeiten veröffentlicht, die sich mit pharmakologischen Themen beschäftigen.
Der Impact Factor lag im Jahr 2014 bei 1,052. Nach der Statistik des ISI Web of Knowledge wird das Journal mit diesem Impact Factor in der Kategorie Pharmakologie und Pharmazie an 214. Stelle von 254 Zeitschriften geführt.